# Ћораве баке (игра)
Ћораве баке је дечја игра, у којој учествују више играча. Може да се игра на отвореном и затвореном простору, са четири или више играча. 

## О игри
Игра ћораве баке може да се игра у стану, кући или у природи. Ако сте у природи онда је пре тога потребно дефинисати простор у коме је дозвољено кретање, како се игра не би претворила у бескрајну јурњаву. Број играча може да варира од четири па навише али је увек лепше играти са већим бројем играча. 
Игра Ћораве баке је стара више од 80 година, била је популарна пре Другог светског рата, а игра се и даље. Нарочито је заступњена на дечјим рођенданима.

### Правила игре
Пре почетка игре учесници су бројалицом или договором одређивали играча на позицији ћораве баке, а затим су утврђивали границе простора за извођење игре. Платненим предметом су везивали очи ћоравој баки и окретали је око њене осе, како би изгубила оријентацију у простору. У оквиру договореног простора за извођење игре, ћорава бака је покушавала да ухвати једног од играча. Када би успела у томе, додиривањем косе, лица и одеће покушавала је да утврди идентитет ухваћеног. Уколико би погодила, долазило је до инверзије учесника на позицију ћораве баке и до понављања циклуса игре. Уколико би ћорава бака погрешила у погађању идентитета, игра је понављана без промене позиције учесника. Циклуси игре се понављају докле год је учесницима занимљиво.